# إرنست هاريسون
إرنست هاريسون (بالإنجليزية: Ernest Harrison)‏ (22 يوليو 1874 في أستراليا - 14 نوفمبر 1968 في أستراليا) هو لاعب كريكت أسترالي. لعب مع فريق تسمانيا للكريكت.

## وصلات خارجية
- إرنست هاريسون على موقع إي آس بي آن كريك إنفو (الإنجليزية)